# Leptothyra candida
Leptothyra candida là một loài ốc biển, là động vật thân mềm chân bụng sống ở biển thuộc họ Colloniidae.